# Municipio de Andover (Nueva Jersey)
El municipio de Andover (en inglés: Andover Township) es un municipio ubicado en el condado de Sussex en el estado estadounidense de Nueva Jersey. En el año 2006 tenía una población de 6,552 habitantes y una densidad poblacional de 115 personas por km².

## Geografía
El municipio de Andover se encuentra ubicado en las coordenadas 41°0′50″N 74°43′56″O / 41.01389, -74.73222.
Según la Oficina del Censo de Estados Unidos, el municipio tenía una superficie total de 20,79 millas cuadradas (53,85 km2), incluidas 20,05 millas cuadradas (51,92 km2) de tierra y 0,75 millas cuadradas (1,93 km2) de agua (3,59%).
Las comunidades no incorporadas, localidades y topónimos ubicados parcial o completamente dentro del municipio incluyen Brighton, County Road Camp, Davis Pond, Drakes Pond, Garders Lake, Iliffs Lake, Lake Aeroflex, Lake Iliff, Lake Lenape, Long Pond, Mulford, New Waywayanda Lake., Pinkneyville, Estanque Redings, Springdale, Estanque Stickle, Molinos de Sussex, Whitehall y Whites Pond. 
El municipio limita con los municipios del condado de Sussex de Andover, el municipio de Byram, el municipio de Fredon, el municipio de Green, el municipio de Hampton, el municipio de Lafayette y el municipio de Sparta.  

## Demografía
Según la Oficina del Censo en 2000 los ingresos medios por hogar en el municipio eran de $75,748 y los ingresos medios por familia eran $78,439. Los hombres tenían unos ingresos medios de $57,098 frente a los $36,268 para las mujeres. La renta per cápita para la localidad era de $29,180. Alrededor del 3.5% de la población estaba por debajo del umbral de pobreza.

### Censo de 2010
El censo de Estados Unidos de 2010 contó 6.319 personas, 2.070 hogares y 1.590 familias en el municipio. La densidad de población era de 316,6 por milla cuadrada (122,2/km2). Había 2.181 unidades de vivienda con una densidad media de 109,3 por milla cuadrada (42,2/km2). La composición racial era 91,64% (5791) blancos, 3,37% (213) negros o afroamericanos, 0,17% (11) nativos americanos, 2,60% (164) asiáticos, 0,00% (0) isleños del Pacífico, 0,73% (46) de otras razas, y el 1,49% (94) de dos o más carreras. Los hispanos o latinos de cualquier raza constituían el 5,14% (325) de la población. 
De los 2.070 hogares, el 34,9% tenían hijos menores de 18 años; el 64,8% eran matrimonios que vivían juntos; El 7,9% tenía una cabeza de familia sin marido presente y el 23,2% no eran familias. Del total de hogares, el 19,2% estaban formados por personas individuales y el 6,0% tenía alguien que vivía solo y tenía 65 años o más. El tamaño medio del hogar era de 2,70 y el tamaño medio de la familia era de 3,10.
El 22,1% de la población tenía menos de 18 años, el 5,5% de 18 a 24, el 22,2% de 25 a 44, el 34,2% de 45 a 64 y el 16,0% tenían 65 años o más. La mediana de edad fue 45,1 años. Por cada 100 mujeres, la población contaba con 99,8 hombres. Por cada 100 mujeres de 18 años y más había 95,6 hombres.
La Encuesta sobre la Comunidad Estadounidense de 2006-2010 de la Oficina del Censo mostró que (en dólares ajustados a la inflación de 2010) el ingreso familiar medio era de 95 313 dólares (con un margen de error de +/- 10 064 dólares) y el ingreso familiar medio era de 105 554 dólares (+/- 13 995 dólares). Los hombres tenían un ingreso medio de $72,066 (+/- $10,198) versus $47,750 (+/- $8,020) para las mujeres. El ingreso per cápita del municipio fue de $ 38 284 (+/− $ 4 082). Alrededor del 2,3% de las familias y el 2,9% de la población estaban por debajo del umbral de pobreza, incluido el 1,0% de los menores de 18 años y ninguno de los de 65 años o más. 

### Censo de 2000
Según el censo de Estados Unidos de 2000 había 6.033 personas, 1.889 hogares y 1.499 familias que residían en el municipio. La densidad de población era de 115.4 hab/km2. Había 1.968 unidades de vivienda con una densidad media de 37.6//km2. La composición racial del municipio era 94,45% blanca, 1,86% afroamericana, 0,08% nativa americana, 2,30% asiática, 0,03% isleña del Pacífico, 0,60% de otras razas y 0,68% de dos o más razas. Los hispanos o latinos de cualquier raza constituían el 2,25% de la población.  
Había 1.889 hogares, de los cuales el 39,8% tenían hijos menores de 18 años que vivían con ellos, el 67,9% eran parejas casadas que vivían juntas, el 8,0% tenía una cabeza de familia sin marido presente y el 20,6% no eran familias. El 16,1% de todos los hogares estaban formados por personas individuales y el 5,0% tenía alguien que vivía solo y tenía 65 años o más. El tamaño medio del hogar era de 2,80 y el tamaño medio de la familia era de 3,16. 
En el municipio la población estaba dispersa, con 25,0% menores de 18 años, 4,6% de 18 a 24, 28,9% de 25 a 44, 25,7% de 45 a 64 y 15,7% de 65 años o más. La edad media fue de 40 años. Por cada 100 mujeres había 91,9 hombres. Por cada 100 mujeres de 18 años y más, había 87,2 hombres. 
El ingreso medio de un hogar en el municipio era de 75.748 dólares y el ingreso medio de una familia era de 78.439 dólares. Los hombres tenían un ingreso medio de 57.098 dólares frente a 36.268 dólares de las mujeres. El ingreso per cápita del municipio fue de 29.180 dólares. Alrededor del 1,3% de las familias y el 3,5% de la población estaban por debajo del umbral de pobreza, incluido el 1,9% de los menores de 18 años y el 5,3% de los de 65 años o más. 